# Суиннертон, Энни
Энни Луиза Робинсон Суиннертон (англ. Annie Louisa Robinson Swynnerton; 12 февраля 1844, Манчестер, Великобритания — 24 октября 1933, Остров Хейлинг, Великобритания) — британская художница, известная своими портретными, символическими и пейзажными картинами.
Первая избранная женщина член Королевской академии художеств. На творчество художницы оказали влияние Джордж Фредерик Уоттс и Эдвард Берн-Джонс. Её работы находятся в коллекциях в Англии, Шотландии и других странах